# 常盤商会
常盤商会（ときわしょうかい、1912年 設立 - 1914年 合併）は、かつて大正時代に東京に存在した映画会社である。「福宝堂」の「日暮里花見寺撮影所」（1910年 - 1912年）とはべつに、「日暮里撮影所」（1913年 - 1919年）を建設したことで知られる。のちにD・W・グリフィス監督の超大作無声映画『イントレランス』（1916年製作、1919年日本公開）の「10円興行」で知られる小林喜三郎が設立した。

## 略歴・概要

### ニッチ・ビジネス
1912年（大正元年）12月、小林喜三郎が設立した。命名は元「福宝堂」直営の活動写真館だった浅草常盤座に由来する。
小林は映画会社「福宝堂」の本社営業部長であったが、1912年10月、「福宝堂」は吉沢商会、M・パテー商会、横田商会との4社合併で「日活」となった。小林は引き続き日活の営業部に勤務したが、浅草常盤座から、日活がなかなか作品を供給する体制を整えないことへの苦情が来ていた。そこで、その2か月後に日活を退社、設立したのが、常盤座に供給するための映画製作会社「常盤商会」なのである。「福宝堂」の「日暮里花見寺撮影所」（北豊島郡日暮里村、現在の荒川区西日暮里3丁目7番地）は閉鎖されたが、「常盤商会」設立と同時にその近くに「常盤商会日暮里撮影所」（北豊島郡日暮里町元金杉638番、現在の荒川区東日暮里）を急造、1週間に4-5本というハイペースで映画を量産した。しかし、日活の依頼で製作を中止、翌年早々には小林は日活に復帰した。撮影所の土地とバラックだけが残った。
1913年（大正2年）秋、「福宝堂」時代に大阪支社長だった山川吉太郎が日活を辞め、「東洋商会」を設立すると、小林は山川に、休眠中の「常盤商会日暮里撮影所」を貸し出し、「東洋商会日暮里撮影所」となった。同社は同年10月には、設立第一作を公開、年内に16本、翌1914年1月には3本の作品をリリースした。いっぽう小林も再度日活を退社、「小林商会」を設立、1914年（大正3年）1月11日、設立第一作『有馬怪猫伝』と『無尽の夫婦』を浅草キリン館ほかで公開するが、同年3月には製作と配給を休止する。

### 日暮里撮影所
小林と山川は新会社を設立することにした。1914年（大正3年）3月17日、英国から新技術「キネマカラー」の特許権を小林が購入、「カラー映画」を製作・配給することに特化した映画会社「天然色活動写真」（天活）が、ふたりの手によって設立された。「東洋商会日暮里撮影所」は「天然色活動写真日暮里撮影所」となった。「常盤商会」はこのとき役割を終えた。
小林の「常盤商会」が建設した「日暮里撮影所」はその後、「天活」時代の1919年（大正8年）3月27日、火災で焼失する。急造で復旧するも、同年12月16日に「天活」を買収した国際活映（国活）の手によって閉鎖される。国活を設立、同撮影所を閉鎖したのも小林であった。

## 関連事項
- 福宝堂 - 日活
- 三友倶楽部 - 東洋商会 - 天然色活動写真 - 山川興行部 - 天活 - 帝国キネマ演芸 - 新興キネマ
- 常盤商会 - 天活 - 小林商会 - 国際活映 - 河合映画製作社 - 大都映画
- 大映 （1942年、日活・新興・大都の3社統合で設立）

## 註
1. ↑  田中純一郎『日本映画発達史〈1〉活動写真時代』（中央公論社、1968年）の記述を参照。
2. ↑  日本映画データベースの「1913年 公開作品一覧 226作品」を参照。
3. 1 2  日本映画データベースの「1914年 公開作品一覧 359作品」を参照。